# منظور احمد
منظور احمد (انگلیسی: Manzoor Ahmed؛ زادهٔ ۱ فوریهٔ ۱۹۹۲) بازیکن فوتبال اهل پاکستان است.
وی همچنین در تیم‌های ملی فوتبال زیر ۲۳ سال پاکستان، و زیر ۲۳ سال پاکستان، و پاکستان بازی کرده است.